# پاسودوبل
پاسودوبل (به اسپانیایی: Pasodoble) سبکی از رقص و موسیقی اسپانیایی است. دربارۀ منشأ پاسودوبل، اختلاف نظرات زیادی وجود دارد. برخی از محققان منشأ آن را فرانسه دانسته در حالی که برخی معتقدند مبدأ شکل‌گیری آن، مراسمات گاوبازی اسپانیاییست که در نهایت به عنوان رقص در بالروم‌ها رایج شد. با تمام این اوصاف می‌دانیم که اسپانیا نقش پررنگ‌تری را در گسترش پاسودوبل ایفا کرده است. همچنین، می‌دانیم اولین قطعات پاسودوبل در قرن هجدهم میلادی نوشته شده‌اند.
موسیقی پاسودوبل، بسیار تأثیر گرفته از موسیقی فلامنکو است. اما با این حال تفاوت‌هایی نیز وجود دارد. برای مثال، پاسودوبل سازهای کوبه‌ای و بادی را شامل می‌شود که در سبک نظامی نواخته می‌شوند و همچنین پاسودوبل، بیشتر بر پایۀ رقص است درحالی که فلامنکو سبک جدی‌تریست که موسیقی، رقص، شعر و... را شامل می‌شود.
اگر بخواهیم موسیقی پاسودوبل را جداگانه توصیف کنیم، می‌توانیم بگوییم سبکی با ریتم باینری است که به ندرت ریتم آن تغییری می‌کند. همچنین، ساختار موسیقی پاسودوبل شامل مقدمه‌ای بر اساس آکورد غالب قطعه و به دنبال آن، یک بخش اولیه بر اساس تون اصلی و در نهایت یک بخش ثانویه یا تریو بر اساس نت غیرغالب می‌باشد که البته همچنان براساس آکورد غالب است. در پاسودوبل، قبل از هر تغییری خلاصه‌ای ارائه می‌شود و همچنین، بخش پایانی آن همان تریو است که این بار با قدرت بیشتری نواخته می‌شود.
لازم به ذکر است که پاسودوبل از اسپانیا به سایر کشورهای لاتین‌تبار منتقل شد و در هر منطقه، این سبک با استایل خود اجرا می‌شود. به همین سبب، انواع مختلفی دارد که تفاوت اصلیشان در ریتم آنهاست. در ادامه به سه تا از مهم‌ترین آنها می‌پردازیم:
1. پاسودوبل مارچ یا پاسودوبل نظامی، تند و فاقد شعار. برای راهپیمایی پیاده نظام اجرا می‌شود. نمونه‌ها: El Abanico, Los nardos, Soldadito espanol
2. پاسودوبل تائورین کندتر، دراماتیک‌تر و فاقد شعر. در طول مراسمات گاوبازی اجرا می‌شود و گاهی برای قدردانی از گاوبازان برجسته ساخته می‌شود. نمونه‌ها: El Beso, Espana cani
3. پاسودوبل مردم‌پسند یا Popular دارای ساز و نوازندۀ کم و همچنین دارای شعراند. اغلب برای رقص در جشن‌ها و اجتماعات ساخته شده اما در میان آن‌ها، محتوای احساسی و درونگرا یا میهن‌پرستانه نیز به چشم می‌خورد. مثل: En "Er" Mundo, Valencia